# Vitellaria paradoxa

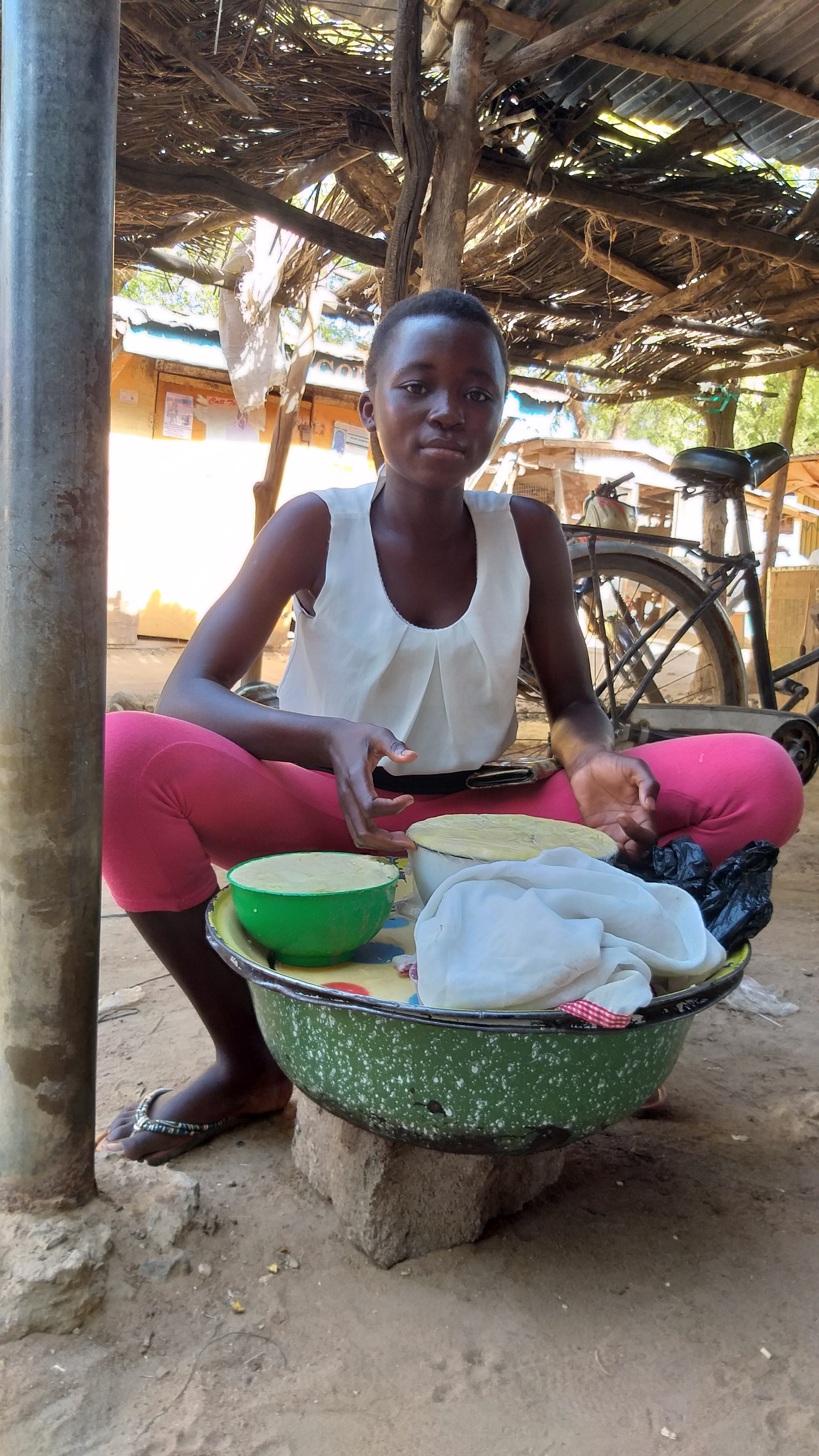
Mujer vendiendo manteca de karité en Ghana.

El karité (Vitellaria paradoxa) es un árbol de hasta 15 metros de altura de las sabanas arbóreas del oeste de África. El nombre de karité significa árbol de mantequilla. Este árbol puede vivir hasta tres siglos y el diámetro del tronco puede medir hasta un metro.
Tradicionalmente en África Occidental, su fruto se llama "pan de mono", estos frutos son drupas carnosas con una almendra de cáscara fina. Se obtiene, tras ebullición y triturado de estas almendras, una grasa vegetal llamada manteca de karité. Esta sustancia es comestible y utilizada tradicionalmente en la cocina local, también se utiliza en la industria chocolatera como sustituto de la manteca de cacao. Compuesto principalmente de ácido oleico (60-70%); ácido esteárico (15-25%); ácido linolénico (5-15%); ácido palmítico (2-6%); ácido linoleico (<1%). Se conoce sobre todo a esta grasa por sus propiedades hidratantes por lo que es utilizada en la composición de numerosos preparados de la industria cosmética.
El karité crece en estado salvaje en África, especialmente en Burkina Faso, Costa de Marfil, Malí y Sudán, donde se encuentran los árboles de mejor calidad, gracias a la constitución de su subsuelo. Da sus primeros frutos tras 15 años. Aunque, se considera que alcanza su edad adulta hacia los treinta años, en este momento se puede obtener hasta 20 kg de frutos, es decir 5 kg de almendras secas, de las cuales se obtendrá aproximadamente 1 kg de manteca de karité. Entre los cincuenta y los cien años de edad se obtiene la mayor cantidad de frutos, lo cual dificulta su cultivo.

## Propiedades cosméticas

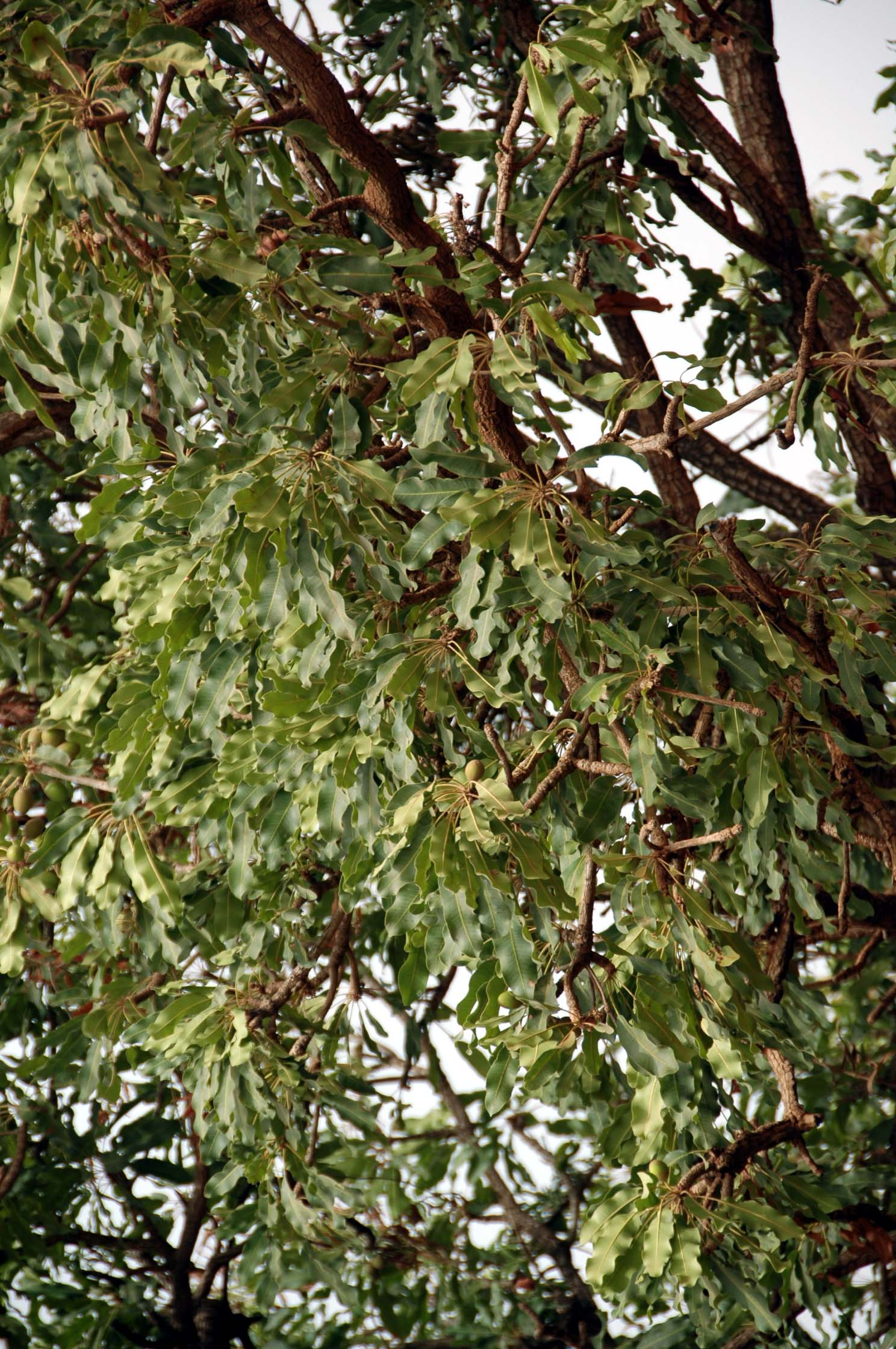
Follaje y nueces de un árbol de karité de Burkina Faso.

- Acción protectora contra la sequedad de la piel; hidratante para la piel y el cabello.

- Protección contra eritemas solares (inflamación de la piel caracterizada por manchas rojas).

- Prevención y tratamiento para el envejecimiento cutáneo, estimula el metabolismo de las células y previene las arrugas.

- Acción cicatrizante de las heridas, apta para el tratamiento de dermis escamosas, para manos secas y agrietadas, para el tratamiento de úlceras y eccemas.

## La manteca de karité
La recogida de las nueces y la fabricación de la mantequilla de karité es una actividad que da trabajo a muchas mujeres del África Occidental. Sólo en Burkina Faso se dedican a esta actividad entre 300.000 y 400.000 mujeres. La elaboración empieza con la recogida y el lavado de las almendras. A continuación se trituran, se tuestan y se pasan por un molino para obtener una pasta marrón muy líquida. Esta se bate a mano para que se separe la mantequilla del resto de componentes en la superficie del líquido. La mantequilla resultante se lleva a ebullición y se filtra varias veces para separar las impurezas hasta que se consigue un producto limpio de color miel. La manteca que se obtiene para productos cosméticos presionando en frío los cotiledones ricos en grasa de la almendra es de color blanco marfil.
La manteca de karité contiene látex natural. Aunque no es exactamente la misma que la savia del árbol de caucho (Hevea brasiliensis), es muy similar en composición química. Aunque las cantidades de látex en la manteca de karité son pequeñas puede producir reacciones alérgicas. Las personas que sufren de alergias al látex deben hacer un parche de prueba de alergia antes de usar cualquier producto que contenga en su composición manteca de karité.